# Rhagiomorpha lepturoides
Rhagiomorpha lepturoides là một loài bọ cánh cứng trong họ Cerambycidae.